# Timema landelsensis
Timema landelsensis är en insektsart som beskrevs av Joyce Winifred Vickery och German Giovanny Sandoval González 200. Timema landelsensis ingår i släktet Timema och familjen Timematidae. Inga underarter finns listade i Catalogue of Life.